# ゲオルク・フリードリヒ・クナップ
ゲオルク・フリードリヒ・クナップ（ドイツ語: Georg Friedrich Knapp、1842年3月7日 - 1926年2月20日 ）は、ドイツの経済学者である。
1905年にドイツ語で発表し、1924年に英訳された『Staatliche Theorie des Geldes （貨幣国定学説）』の中で表券主義と貨幣論という用語を生み出した。その自著において、貨幣の価値は、物々交換の為の自発的な商品貨幣という意味合いよりも、国家による法制上の創造物であることに由来すると主張した。

## 家族
クナップは、オーデンヴァルト郡ミヒェルシュタット出身の化学者の父フリードリヒ・ルートヴィヒ・クナップ(1814年–1904年)  と、偉大な化学者であるユストゥス・フォン・リービッヒの妹であるダルムシュタット在住の母カタリーナ・エリザベート・リービッヒの間に生まれた長男である。父方の祖父のヨハン・フリードリッヒ・クナップはヘッセン大公国議会の副議長を務めている。グルジア出身のリディア・コルガノフと結婚し、長女マリアンネと、西ドイツの初代連邦大統領のテオドール・ホイスの夫人となる次女エリーの二人の娘を儲ける。その後、妻が精神病を患って療養所生活となり、彼が独りで子供たちを育てた。

## 生い立ち
1853年にギーセン大学からミュンヘン大学の教授に異動となった伯父（母の兄）のユストゥス・フォン・リービッヒと共に父フリードリヒ・ルートヴィヒも同大学教授として赴任することになり、クナップの一家はギーセンからミュンヘンに移り住むことになった。その頃クナップは古語に加えて自然科学、特に数学の魅力にとりつかれた。彼はミュンヘン、ベルリン、ゲッティンゲンで物理学、化学、ローマ法、経済学の科目を学んだ。1865年、ゲッティンゲン大学でヨハン・ハインリヒ・フォン・チューネンの経済地代（賃金）理論の研究で博士号の学位を取得し、数学を第2専攻に選択して大学を卒業した。
1867年から1874年まで、クナップはライプツィヒ市の統計局長を務め、1869年に27歳でライプツィヒ大学哲学部の統計学教授に就任している。
当時、ベルギーの統計学者アドルフ・ケトレーが犯罪率や自殺率といった従来の統計学の対象とされてこなかった事案に対して研究を行なっていた。ケトレーは、犯罪を抑止する手段としての教育の重要性に疑問を持ち、人間個人の自由意志による犯罪の抑止制御を否定し、犯罪や自殺といった行為を生み出す社会的原因に政策的な介入をかけてその数を制御すべきだと主張した。人間の自由意志不在を意味しかねないケトレーの主張に対し、ドイツの統計学者たちはカントの道徳哲学を基盤にした「道徳統計」という理念を以って自由意志を肯定しているが、クナップはその道徳統計に立脚した科学的な死亡件数の統計に基づく基本論文を発表し、ケトレーの主張を批判した。
1874年にクナップはシュトラースブルク大学の招聘を受けて経済学の正教授となり、グスタフ・フォン・シュモラーと共に歴史学派経済学を牽引する若手の一人となった。彼の研究テーマは農業と社会政策の分野であった。彼は、ドイツ社会政策学会の創設メンバーの一人となった。彼の研究の中で最も重要の業績は、1905年に出版された『Staatliche Theorie des Geldes （貨幣国定学説）』で示された貨幣理論であり、貨幣価値は、（物々交換の為といった）経済的事由からよりも実定法によって確立されるとした。「貨幣は法律の創造物である」と、非常に独断的な文章が最初の文章に書かれている。クナップは様々な招聘の話（例えばウィーン大学）を辞退し、第一次世界大戦中の1918年までストラスブールに留まって講義を続けていた。1918年に彼はプール・ル・メリット勲章を授与されている。1919年、彼は困難な状況の中で第二の故郷とも言えるアルザスの地から退去せざるを得ず、その後の晩年の数年間はダルムシュタットの親戚宅に身を寄せて暮らした。
クナップは、プロイセン、バイエルン、ハイデルベルク科学アカデミーのメンバーであった。
1926年、ゲオルク・フリードリヒ・クナップはダルムシュタットで死去し、「Waldfriedhof Darmstadt  (ダルムシュタット・森の墓地) 」に埋葬された。

## 「貨幣国定説」 と後世への影響
『Staatliche Theorie des Geldes （貨幣国定学説）』は、ジョン・メイナード・ケインズの働き掛けで1924年に英訳版が出版されたが、英訳版に先駆けて1922年に、宮田喜代蔵による日本語への翻訳がされて岩波書店から和訳版が出版された。マックス・ヴェーバーはクナップの著書について、「名実ともに、優れたドイツ語の著述法と科学的鋭い洞察力に満ち溢れた偉大な名作の1つ」と呼んだ。 
近年、アメリカでの現代貨幣理論の議論のテーマとして、クナップの表券主義が再び脚光を浴びるようになってきた。アメリカ人の人類学者兼無政府主義者であるデヴィッド・グレーバーが書いた『Debt: The First 5000 Years （負債論 貨幣と暴力の5000年） 』や経済学者のAnwar Shaikhが書いた『Capitalism: Competition, Conflict, Crises （資本主義：競争、対立、危機） 』の論文中で言及され、再度世に見出されることになったのである。
ドイツ国内では、2014年に設立されベルリンに拠点を置くプフェンドルフ政治経済協会が、クナップの貨幣国定説を支持している。
2017年2月に、経済学者のハイナー・フラスベックと、政治経済分野を取り扱うインターネット雑誌 「Makroskop」 の編集者であるパウル・シュタインハルトが中心となって、「Georg-Friedrich-Knapp-Gesellschaft für Politische Ökonomie e.V.  (GFKG)   (ゲオルク・フリードリヒ・クナップ政治経済協会)」が設立された。GFKGの目的は、幅広い経済政策教育を提供することであり、また、「ドイツの商学部の新古典主義の独断主義から脱却しようとしている」博士候補たちへ、その研究の「論理面、内容面、および概念面に関する必要なサポート」を提供することであるとしている。

## 著作
- Über die Ermittlung der Sterblichkeit. J. C. Hinrichs’sche Buchhandlung, Leipzig 1868.
- Die Sterblichkeit in Sachsen. Duncker & Humblot, Leipzig 1869.
- Theorie des Bevölkerungs-Wechsels. Abhandlungen zur angewandten Mathematik. Friedrich Vieweg & Sohn, Braunschweig 1887.
- Die Bauernbefreiung und der Ursprung der Landarbeiter in den älteren Theilen Preußens. 2 Bände, Duncker & Humblot, Leipzig 1887. (2., unveränderte Auflage, München 1927) Teil 1 der Ausgabe von 1887 als PDF-Dateien
- Grundherrschaft und Rittergut. Duncker & Humblot, Leipzig 1897.
- Staatliche Theorie des Geldes. Duncker & Humblot, München/ Leipzig 1905, 1918, 1921, 1923. (Versuch einer positiv-rechtlichen Begründung des Geldes). (Digitalisierte 2. Auflage. 1918 unter:

urn:nbn:de:s2w-6471). Englische Auflage von 1924 als PDF
- Einführung in einige Hauptgebiete der Nationalökonomie. Duncker & Humblot, München/ Leipzig 1925. (Digitalisierte Ausgabe unter:

urn:nbn:de:s2w-8230)
- Aus der Jugend eines deutschen Gelehrten. Hrsg. mit einem Vorwort von Elly Heuss-Knapp. Deutsche Verlags-Anstalt, Stuttgart/ Berlin/ Leipzig 1927.